# Lars Unnerstall
Lars Unnerstall (Ibbenbüren, 20 luglio 1990) è un calciatore tedesco, portiere del Twente.

## Carriera

### Club
Nella stagione 2011-2012 ha giocato con lo Schalke 04 sia in Bundesliga che in Europa League.
Nel 2014 è stato ceduto in prestito agli svizzeri dell'Aarau. Tornato in patria, passa al Fortuna Düsseldorf, dove rimane per tre stagioni.
Dal 2017 si trasferisce nei Paesi Bassi con il VVV-Venlo.
Ingaggiato dal PSV, giocherà solo 15 partite in Eredivisie con il club di Eindhoven e nell'estate del 2021 firmerà per il Twente ritrovando il posto da titolare.

### Nazionale
Vanta 2 presenze con la nazionale Under-20.

## Statistiche

### Presenze nei club
Statistiche aggiornate al 3 agosto 2018.
| Stagione             | Squadra              | Campionato           | Campionato | Campionato | Coppe nazionali | Coppe nazionali | Coppe nazionali | Coppe continentali | Coppe continentali | Coppe continentali | Altre coppe | Altre coppe | Altre coppe | Totale | Totale | Totale |
| Stagione             | Squadra              | Comp                 | Pres       | Reti       | Comp            | Pres            | Reti            | Comp               | Pres               | Reti               | Comp        | Pres        | Reti        | Pres   | Reti   |        |
| -------------------- | -------------------- | -------------------- | ---------- | ---------- | --------------- | --------------- | --------------- | ------------------ | ------------------ | ------------------ | ----------- | ----------- | ----------- | ------ | ------ | ------ |
| 2010-2011            | Schalke 04           | BL                   | 0          | 0          | CG              | -               | -               | UCL                | 0                  | 0                  | -           | -           | -           | 0      | 0      |        |
| 2011-2012            | Schalke 04           | BL                   | 21         | -24        | CG              | 3               | -4              | UEL                | 5                  | -4                 | SG          | 0           | 0           | 29     | -32    |        |
| 2012-2013            | Schalke 04           | BL                   | 13         | -16        | CG              | 0               | 0               | UCL                | 5                  | -5                 | -           | -           | -           | 18     | -21    |        |
| 2013-2014            | Schalke 04           | BL                   | 0          | 0          | CG              | 0               | 0               | UCL                | 0                  | 0                  | -           | -           | -           | 0      | 0      |        |
| Totale Schalke 04    | Totale Schalke 04    | Totale Schalke 04    | 34         | -40        |                 | 3               | -4              |                    | 10                 | -9                 |             | -           | -           | 47     | -53    |        |
| gen.-giu. 2014       | Aarau                | SL                   | 16         | -31        | CS              | -               | -               | -                  | -                  | -                  | -           | -           | -           | 16     | -31    |        |
| 2014-2015            | F. Düsseldorf        | 2L                   | 10         | -16        | CG              | -               | -               | -                  | -                  | -                  | -           | -           | -           | 10     | -16    |        |
| 2015-2016            | F. Düsseldorf        | 2L                   | 0          | 0          | CG              | 2               | -5              | -                  | -                  | -                  | -           | -           | -           | 2      | -5     |        |
| 2016-2017            | F. Düsseldorf        | 2L                   | 0          | 0          | CG              | 0               | 0               | -                  | -                  | -                  | -           | -           | -           | 0      | 0      |        |
| Totale F. Düsseldorf | Totale F. Düsseldorf | Totale F. Düsseldorf | 10         | -16        |                 | 2               | -5              |                    | -                  | -                  |             | -           | -           | 12     | -21    |        |
| 2017-2018            | VVV-Venlo            | ED                   | 32         | -51        | CO              | 0               | 0               | -                  | -                  | -                  | -           | -           | -           | 32     | -51    |        |
| 2018-2019            | VVV-Venlo            | ED                   | 33         | -60        | CO              | 1               | -2              | -                  | -                  | -                  | -           | -           | -           | 34     | -62    |        |
| Totale VVV-Venlo     | Totale VVV-Venlo     | Totale VVV-Venlo     | 65         | -111       |                 | 1               | -2              |                    | -                  | -                  |             | -           | -           | 66     | -113   |        |
| 2019-2020            | PSV                  | ED                   | 14         | -13        | CO              | 2               | -3              | UEL                | 2                  | -5                 | SO          | -           | -           | 18     | -21    |        |
| 2020-2021            | PSV                  | ED                   | 1          | 0          | CO              | 3               | -3              | UEL                | 0                  | 0                  | -           | -           | -           | 4      | -3     |        |
| Totale PSV           | Totale PSV           | Totale PSV           | 15         | -13        |                 | 5               | -6              |                    | 2                  | -5                 |             | -           | -           | 22     | -24    |        |
| Totale carriera      | Totale carriera      | Totale carriera      | 86         | -133       |                 | 5               | -9              |                    | 10                 | -9                 |             | -           | -           | 101    | -151   |        |

## Palmarès

### Club

#### Competizioni nazionali
- Coppa di Germania: 1

Schalke 04: 2010-2011
- Supercoppa di Germania: 1

Schalke 04: 2011